# Francesco Vespasiani
Francesco Vespasiani es un deportista italiano que compitió en vela en la clase Flying Dutchman. Ganó tres medallas de bronce en el Campeonato Mundial de Flying Dutchman entre los años 2010 y 2018, y una medalla de bronce en el Campeonato Europeo de Flying Dutchman de 2015.

## Palmarés internacional
| Campeonato Mundial | Campeonato Mundial       | Campeonato Mundial | Campeonato Mundial |
| Año                | Lugar                    | Medalla            | Clase              |
| ------------------ | ------------------------ | ------------------ | ------------------ |
| 2010               | Constanza (Rumania)      | Medalla de bronce  | Flying Dutchman    |
| 2014               | Largs (Reino Unido)      | Medalla de bronce  | Flying Dutchman    |
| 2018               | Medemblik (Países Bajos) | Medalla de bronce  | Flying Dutchman    |
| Campeonato Europeo |                          |                    |                    |
| Año                | Lugar                    | Medalla            | Clase              |
| 2015               | Umag (Croacia)           | Medalla de bronce  | Flying Dutchman    |